# Municipio de Kalevala
El municipio de Kalevala (en inglés: Kalevala Township) es un municipio ubicado en el condado de Carlton en el estado estadounidense de Minnesota. En el año 2010 tenía una población de 327 habitantes y una densidad poblacional de 3,53 personas por km².

## Geografía
El municipio de Kalevala se encuentra ubicado en las coordenadas 46°32′56″N 92°51′56″O / 46.54889, -92.86556. Según la Oficina del Censo de los Estados Unidos, el municipio tiene una superficie total de 92.63 km², de la cual 92,63 km² corresponden a tierra firme y (0 %) 0 km² es agua.

## Demografía
Según el censo de 2010, había 327 personas residiendo en el municipio de Kalevala. La densidad de población era de 3,53 hab./km². De los 327 habitantes, el municipio de Kalevala estaba compuesto por el 97,86 % blancos, el 1,22 % eran afroamericanos, el 0,61 % eran asiáticos y el 0,31 % eran de una mezcla de razas. Del total de la población el 0 % eran hispanos o latinos de cualquier raza.